# Péterfy Sándor Utcai Kórház-Rendelőintézet és Baleseti Központ
A Péterfy Sándor Utcai Kórház-Rendelőintézet és Baleseti Központ Budapest egyik vezető gyógyintézete a főváros VII. kerületében, a Péterfy Sándor utca 8–20. szám alatt. Másik telephelye az Alsóerdősor u. 7. szám alatt található (egykori Erzsébet Szegényház, majd Erzsébet Kórház). Napjainkban a főváros egészségügyi hálózatán belül az észak-pesti régió gyógyintézete, de egyes fekvőbetegosztályok regionális, illetve országos betegfelvételi körrel működnek. A fekvőbeteg-gyógyítás mellett a VI., VII., VIII., XVI. kerületek lakosságát ellátó általános, valamint gyermek- és felnőttszakrendelések is folynak az intézményben.

## Története

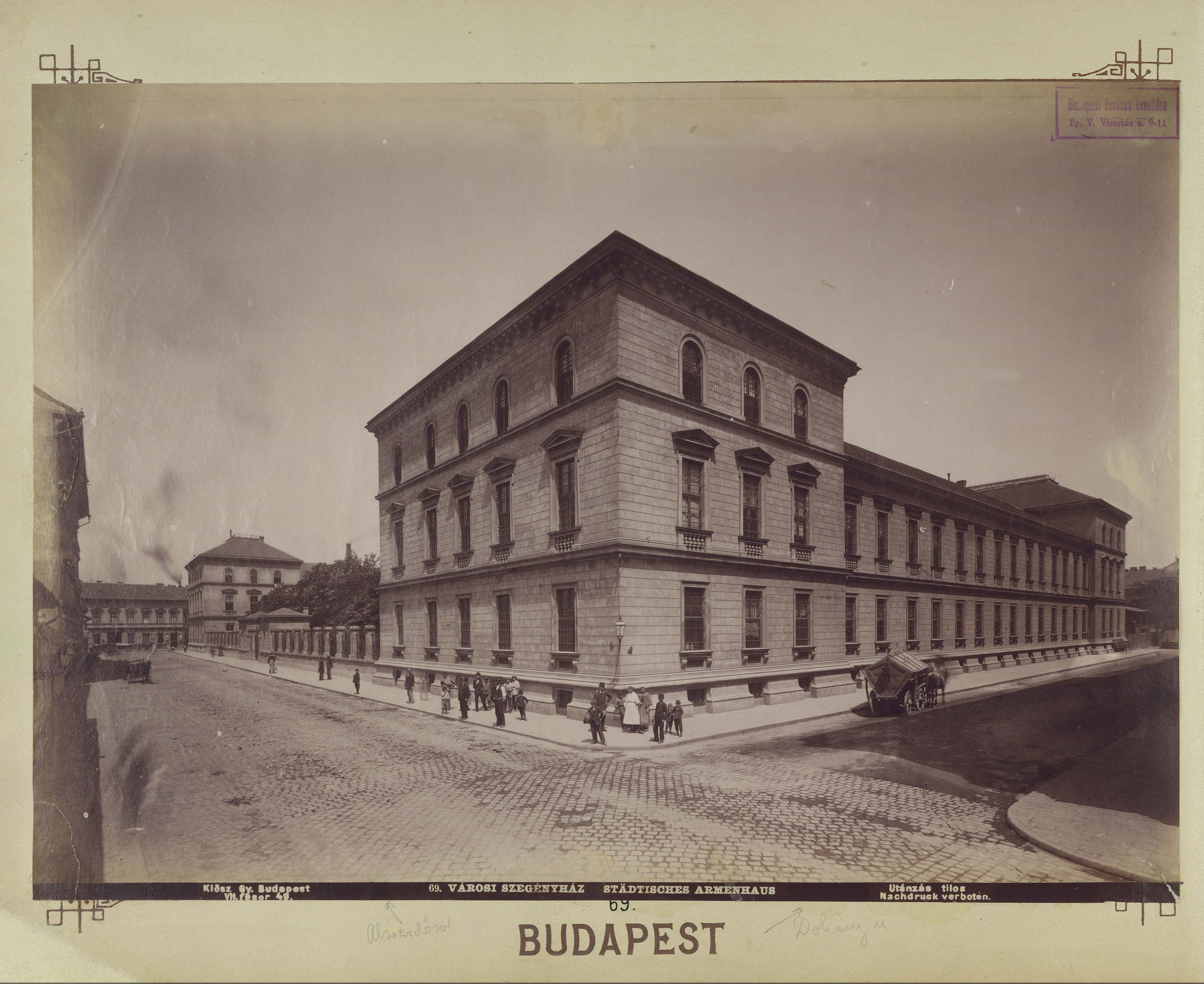
Az egykori Erzsébet szegényápolóház, majd Erzsébet Kórház, 1900-ban

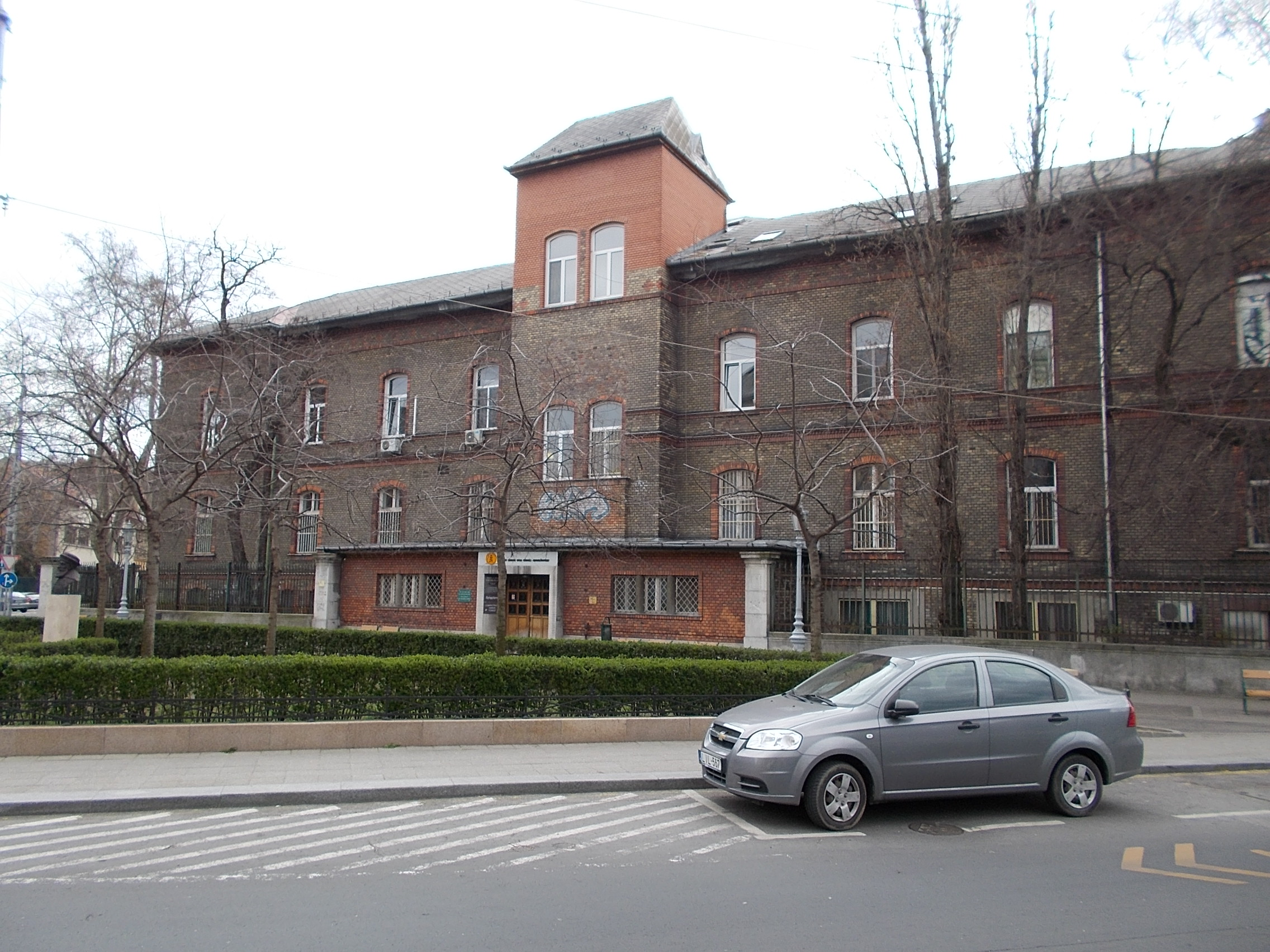
A Bethlen Gábor téri épület

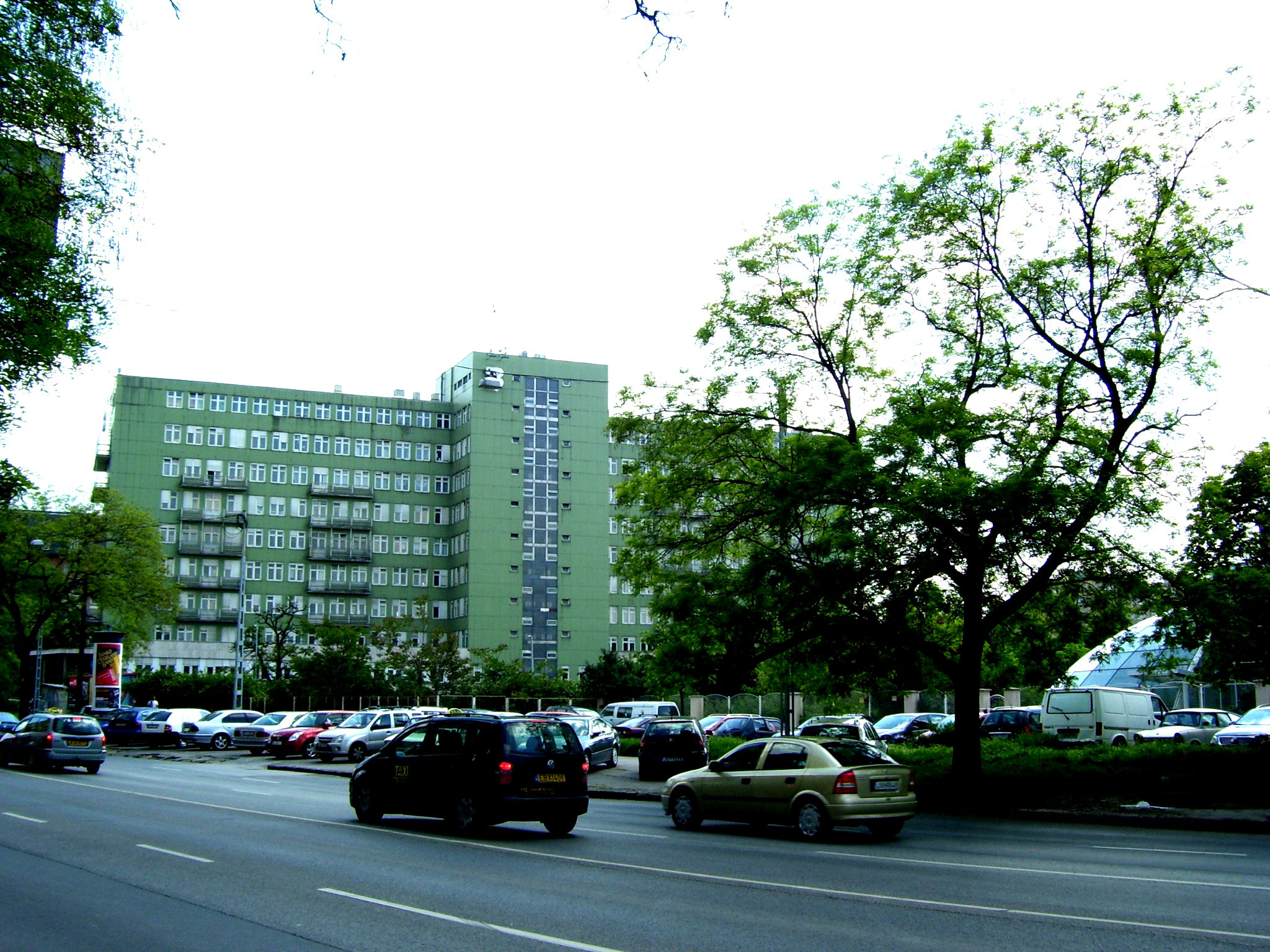
A Fiumei úti baleseti sebészeti részleg

A pesti kereskedők védegylete 1846-ban alapította meg nyugdíj- és betegápoló egyesületét, amelynek kezelésében 1848-ban nyílt meg a mai Péterfy Sándor utcai kórház elődjeként számon tartott kis kórház a mai Hársfa utca 2. szám alatt. A kereskedők egyesülete néhány évtized elteltével kinőtte a kis betegápoló intézetet, s 1892-ben a Bethlen Gábor tér 1. szám alatt megnyitották a Freund Vilmos által tervezett hatvanágyas kórházukat, amelyben belgyógyászati és sebészeti osztály is működött, 1910-től pedig központi rendelőintézet is működött a falai között. A Budapesti Kereskedelmi Betegségi Biztosító Intézet kezelésében álló intézmény neve 1895-ben Ferenc József Kereskedelmi Kórház lett. 1924-ben megnyílt a kórház nőgyógyászati osztálya. Az ágyszám ebben az időben elérte a 150-et, tizenöt év elteltével a 350-et.
1928-ban a fenntartó beolvadt a Magánalkalmazottak Biztosító Intézetébe (MABI), s a kórház elnevezése is MABI Kórház (teljes nevén Magánalkalmazottak Biztosító Intézete Kórháza) lett. 1932-ben – a Bethlen Gábor teret környező telkek felvásárlása után – egy korszerű kórház felépítésébe fogtak, amely Hültl Dezső funkcionalista tervei szerint 1934-re készült el. Az új kórházépületben 140 ágyas belgyógyászati és 70 ágyas sebészeti osztály működött, a 22 ágyas nőgyógyászatot pedig a régi épületben helyezték el. A jelenlegi épület Gerlóczy Gedeon és Körmendy Nándor tervei alapján 1937–39-ben épült. Kibetonozott acélvázas szerkezetű. A türkizkék mázas Zsolnay-kerámia burkolatú homlokzatát ablakok és erkélyajtók tagolták egyenletes kiosztásban, a déli homlokzatnak az üvegmellvédű vasbetonlemez erkélyek adnak erőteljes vízszintes tagolást. Eredetileg Teschauer-rendszerű faablakai voltak, a magasföldszinten Chronálium fehérfém üvegfalakkal. A lépcsőházak üvegbeton falakon át kapták a megvilágítást.
A második világháborút követően további osztályokat szerveztek a kórházban, s 1951-ben itt valósították meg először a korban modernnek számító kórház–rendelőintézeti egységet. A 20. század második felében az Észak-Pest egészségügyi ellátását biztosító vezető kórházzá vált, amelynek 1969-ben szervezeti részlege lett a szintén nagy múltú Szövetség Utcai Kórház. Ugyanakkor a Péterfy utcai intézet ellátandó területének egy részét az Uzsoki Utcai Kórháznak adta át.
Az 1956-os forradalom napjaiban a kórház a szabadságharcosok egyik fontos élelmiszer- és gyógyszerellátó központja volt, amelynek nyomdájában röplapokat és az Élünk című folyóirat számait nyomtatták.
Innen szállított élelmiszert és kötszert többek között Angyal István a forradalom idején a felkelőknek és a rászoruló gyermekes családoknak. November 8-ától Angyal a kórházban másokkal együtt röpiratokat szövegezett, sokszorosított. A lázadó budapesti értelmiség számos ismert alakja gyűlt össze a kórházban: Szirmai Ottó, Obersovszky Gyula, Gáli József, Eörsi István. Itt készült az Élünk című folyóirat és innen szervezték a nagy tömegeket megmozgató 1956. december 4-i nőtüntetést (bár a Péterfy kórháziak egy része addigra egy razzia következtében már lebukott).
November 16-án a kommunista karhatalom a kórház alagsorából gyűjtötte be egy razziában a forradalmár fiatalok egy csoportját. A beteg Angyal, akit ekkor a kórház második emeletén kezeltek, lerohant, hogy társai szabadon bocsátását követelje, és innen vitték el őt is. (Alig két évvel később kivégezték. A hatalom elfogása után napokig nem tudta, hogy a Tűzoltó utcai ellenálló csoport vezetője került a kezükbe a kórházból.)
Az alagsorban készült a szovjet bevonulás után a híres röplap, amelyben ez állt: „Az árulók között utolsó a sorban: K Á D Á R  J Á N O S! Bűnei ezerszer nagyobbak, mint minden elődjének: nemzetirtás, hazaárulás, gyávaság! A halottak nevében, a magyar és orosz nép halottai nevében egyaránt vádoljuk és vonjuk felelősségre Őt és gazdáit, a szovjet kormány felelős vezetőit!”
A kórházban történt 1956. november 18-án az az állítólagos gyilkosság – Kollár István megölése –, amely miatt kivégezték Tóth Ilona orvostanhallgatót, aki november 4-e és november 18-a közt a kórház ideiglenes vezetője volt. November 19-én tartóztatták le a szabadságharcos Molnár Józseffel együtt (aki Gyöngyösi Miklóssal, vagy becenevén Pirivel együtt bevitte a kórházba Kollár Istvánt). A vádirat szerint a gyilkosság összefüggött Angyalék lebukásával és elhurcolásával. A csoport több más tagját, köztük Obersovszkyt és Gálit december 5-én és 6-án vitték el.
A Fiumei úti épület legutóbb 1984-ben kapott teljes felújítást. Ami a belső terek átépítésével, többek között nyílászárók cseréjével, valamint a műemléki részletek teljes eltávolításával járt. 2007-ben a Péterfy Sándor utcai kórházzal összevonásra került a Szövetség utcai Toxikológiai és Pszichiátrai telephellyel (Erzsébet Kórház) együtt az Országos Baleseti és Sürgősségi Intézet (OBSI) is. 2022-től a Fiumei úti traumatológiai tömb Manninger Jenő Baleseti Központ néven önálló intézményként működik tovább.

## Szervezeti felépítése
A Péterfy utcai kórház teljes ágyszáma 1991-ben 1235 volt. Az intézményen belül folyó fekvőbeteg-szakellátást 2009 első negyedévében az alábbi osztályokon végezték:
- belgyógyászati osztály (175 ágy, ebből 65 a Szövetség utcai részlegben)
- kardiológiai osztály (90 ágy)
- neurológiai osztály (20 ágy)
- onkológiai osztály (50 ágy)
- urológiai-sebészeti osztály (25 ágy)
- fül–orr–gége osztály (20 ágy)
- szemészeti osztály (20 ágy);
- szülészeti és nőgyógyászati osztály (45 ágy)
- neonatológiai (újszülött-) és csecsemőosztály (30 ágy)
- sebészeti osztály (40 ágy)
- baleseti és plasztikai sebészeti osztály (76 ágy)
- sürgősségi belgyógyászati és klinikai toxikológiai osztály (40 ágy)
- intenzív terápiás osztály (12 ágy)
- krízisintervenciós és pszichiátriai osztály (60 ágy)

A fentiek mellett az intézet otthont ad krónikus belgyógyászati és rehabilitációs osztályoknak, diagnosztikai laboratóriumoknak, illetve járóbeteg-szakrendeléseknek.